# Liljan (Stora Kopparbergs socken, Dalarna)
Liljan är en sjö i Falu kommun i Dalarna och ingår i Dalälvens huvudavrinningsområde. Sjön är 22 meter djup, har en yta på 1,93 kvadratkilometer och är belägen 107 meter över havet. Sjön avvattnas av vattendraget Norsbobäcken.

## Delavrinningsområde
Liljan ingår i det delavrinningsområde (671419-148802) som SMHI kallar för Utloppet av Liljan. Medelhöjden är 134 meter över havet och ytan är 9,11 kvadratkilometer. Räknas de 10 avrinningsområdena uppströms in blir den ackumulerade arean 40,61 kvadratkilometer. Norsbobäcken som avvattnar avrinningsområdet har biflödesordning 3, vilket innebär att vattnet flödar genom totalt 3 vattendrag innan det når havet efter 209 kilometer. Avrinningsområdet består mestadels av skog (51 procent), öppen mark (11 procent) och jordbruk (12 procent). Avrinningsområdet har 1,92 kvadratkilometer vattenytor vilket ger det en sjöprocent på 21,1 procent.